# Rokietta siewna

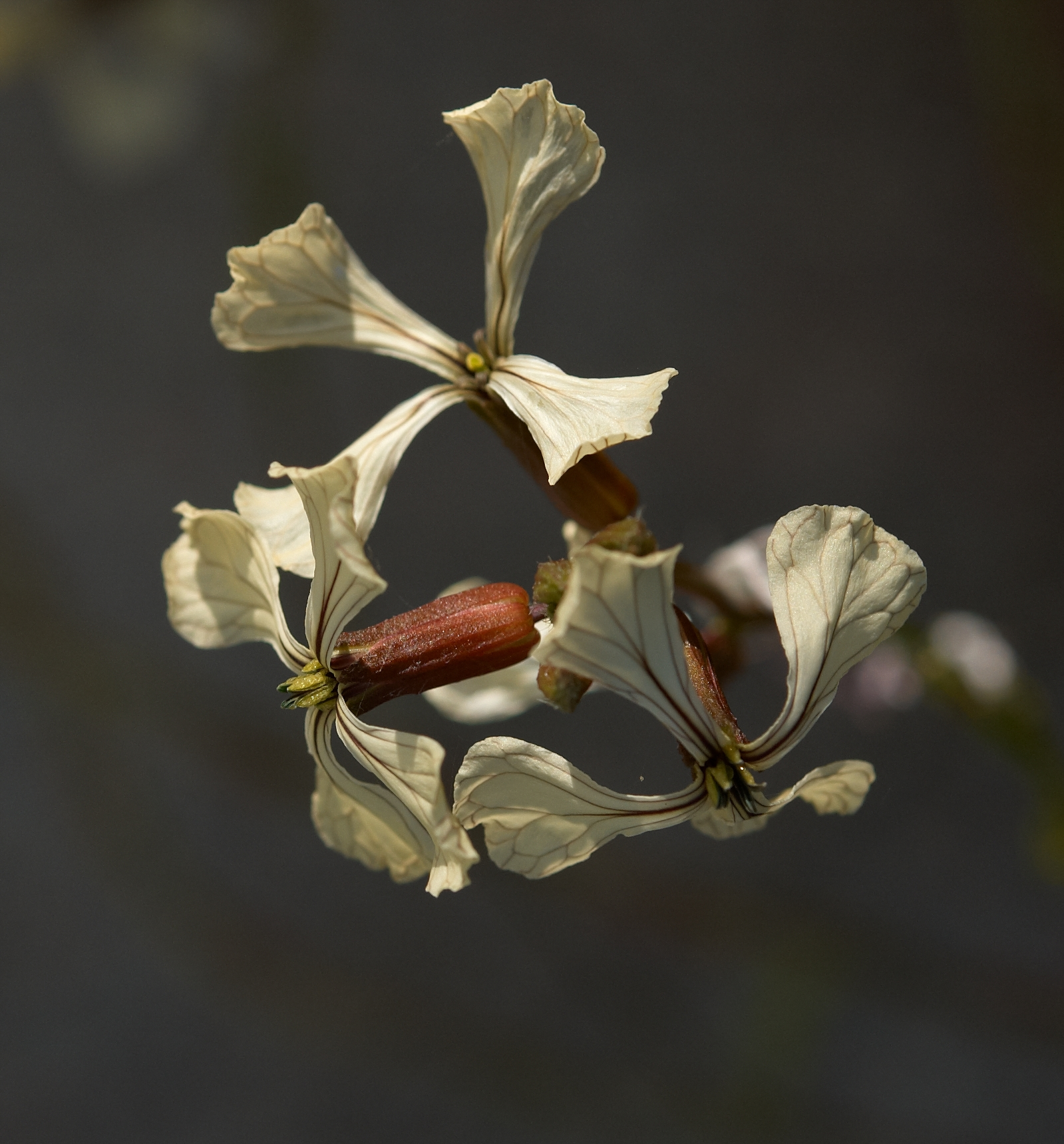
Kwiaty

Rokietta siewna (Eruca vesicaria (L.) Cav.) – gatunek rośliny jednorocznej należący do rodziny kapustowatych. Nazywany bywa też rukolą.

## Rozmieszczenie geograficzne
Rośnie dziko w basenie Morza Śródziemnego, nad Morzem Czarnym (Bułgaria, Krym), w Afryce (Czad), w Azji Zachodniej, na Kaukazie, Zakaukaziu, w Turkmenistanie. Rozprzestrzenił się też jako gatunek zawleczony lub uciekinier z uprawy w wielu innych rejonach świata: w pozostałych rejonach Europy, w Afryce Południowej, Indiach, w Australii i na Nowej Zelandii, w Ameryce Północnej. W Polsce jest czasami (rzadko) uprawiany i przejściowo dziczejący (efemerofit).

## Synonimy
Ma wiele nazw łacińskich (synonimy). Niektóre z nich:
- Brassica eruca L.
- Brassica erucoides Roxb.
- Eruca longirostris Uechtr.
- Eruca sativa Mill.
- Eruca sativa subsp. longirostris (Uechtr.) Jahand. & Maire
- Eruca stenocarpa Boiss. & Reut.

## Morfologia

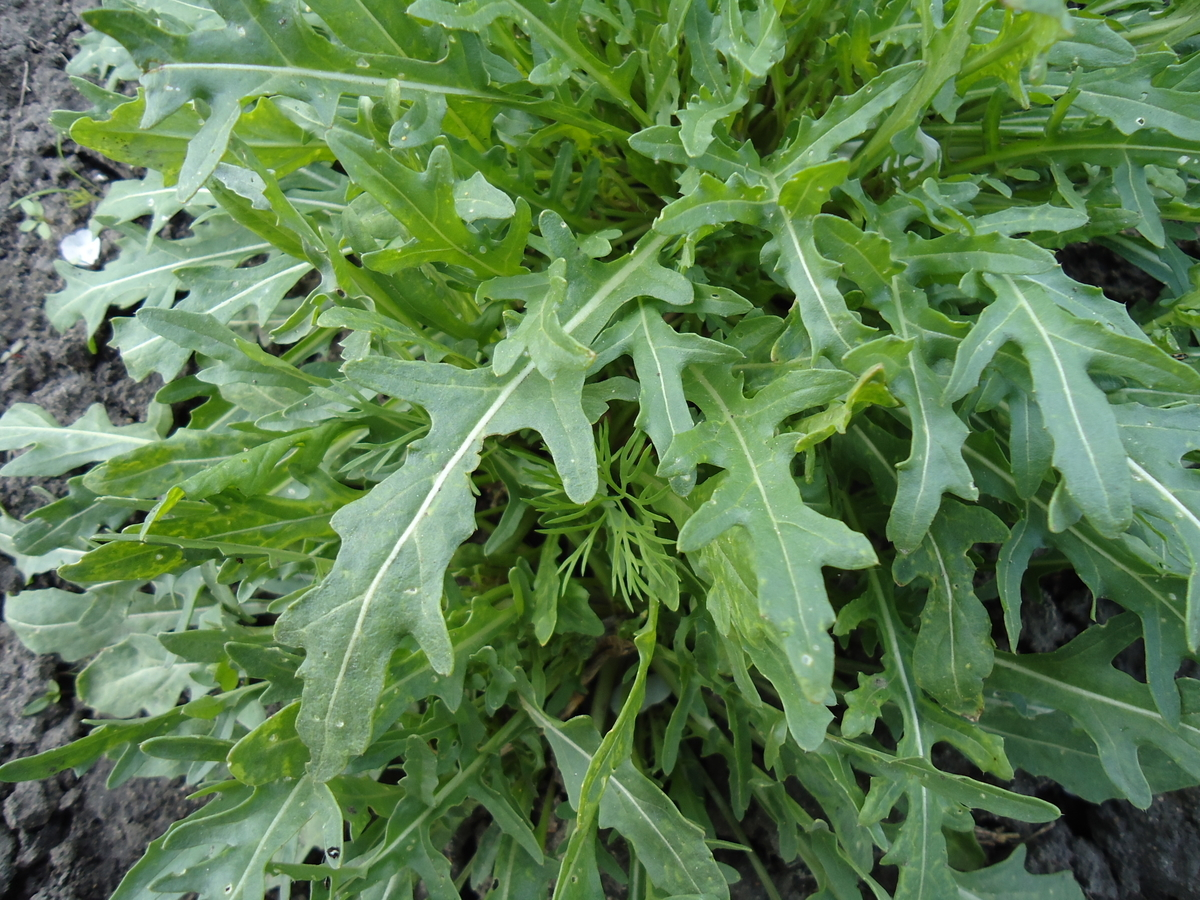
Liście rokietty siewnej

ŁodygaDorasta do około 60 cm. Cała roślina jest z rzadka owłosiona.
LiścieLirowato-pierzastodzielne, ciemnozielone.
KwiatyMają 4-działkowy kielich, bladożółte, nabiegłe fiołkowymi żyłkami płatki korony, 1 słupek i 6 pręcików.  Zebrane są w szczytowe kwiatostany.
OwoceGładkie, wydłużone i spiczasto zakończone łuszczyny z obosiecznym dzióbkiem.

## Zastosowanie
- Warzywo – liście spożywane mogą być jako warzywo, zazwyczaj w postaci sałatki. M. Zohary, jeden z badaczy roślin biblijnych uważa, że o tę roślinę chodzi w wersecie 2 Księgi Królewskiej (4,39): „Jeden zaś wyszedł na pole, aby nazbierać jarzyn”[8].
- Roślina przyprawowa, używana do produkcji musztardy oraz jako zamiennik pieprzu[8].
- Z nasion otrzymuje się olej[6].
- Jest rośliną leczniczą[6].